# ジョニー・アラン
ジョニー・アラン（Johnnie Allan、1938年3月10日 - ）はアメリカ合衆国のミュージシャン、シンガー。スワンプ・ポップという音楽ジャンルの先駆者として知られる。

## 来歴
アランは、アメリカ合衆国のルイジアナ州レインのケイジャンの家系に生まれた。音楽家の家族の中で育ったアランは、6歳のとき初めてギターを手に入れている。彼の母親ヘレン・ファルコン・ギローの名付け親ジョセフ・ファルコンとクレオマ・ファルコンは、ケイジャン・ミュージックの最初のレコーディング・アーティストであり、ヘレンは彼らのライヴ・パフォーマンスでリズム・ギターを弾いていた。13歳祭の頃には、アランはトラディショナルなケイジャン・バンドのウォルター・モートン・アンド・ザ・スコット・プレイボーイズでプレイするようになっていた。その2年後には、別のトラディショナルなケイジャン・バンドのローレンス・ウォーカー・アンド・ザ・ワンダリング・エイセズへ移籍した。
1956年、彼はエルヴィス・プレスリーが音楽番組ルイジアナ・ヘイライドでパフォーマンスするのを見て、間もなくロックンロールをプレイするようになった。1958年、彼はウォーカーのバンドを脱退し、クレイジー・キャッツ(Krazy Kats)を結成した。同年、彼はルイジアナ州ヴィルプラット市のジン・レコードにデビュー・シングルとなった「Lonely Days, Lonely Nights」をレコーディング。その後彼は、マーキュリー・レコードをはじめ、ルイジアナ州クロウリーのヴァイキング・レコードなどのレーベルにレコーディングを残している。
彼は1970年代にジン・レコードに戻り、多くの特筆すべきスワンプ・ポップの楽曲をレコーディングしている。その中にはチャック・ベリーの「Promised Land」、マール・ハガードの「Somewhere on Skid Row」などがあった。
スワンプ・ポップの人気アーティストであるアランは、度々ヨーロッパでの公演を行なっている。彼はまた2冊の音楽書の著者としても知られている。1つは「Memories: A Pictorial History of South Louisiana Music」(1988年)、そしてもう1つは「Born To Be A Loser」(1992年、バーニス・ラーソン・ウェブとの共著)である。後者はスワンプ・ポップ・ミュージシャン、ジミー・ドンリーの評伝である。
アランは引退した教育者であり、現在はルイジアナ州ラファイエット在住である。

## ディスコグラフィー

### アルバム
- 1964年 『South to Louisiana』 (LP-4001 Jin Records)
- 1976年 『A Portrait of Johnnie Allan』 (LP-9012 Jin Records)
- 1980年 『Cajun Country』 (LP-9022 Jin Records)
- 1980年 『Good Timin' Man』 (FLY LP-551 Flyright Records)
- 1983年 『Promised Land』 (810 598-1 Polydor Records/200.001 VIP Records)
- 1985年 『South to Louisiana』 (CH-145 Ace Records)
- 1987年 『Sings Cajun Now』 (LP-6069 Swallow Records)
- 1992年 『From Louisiana To The Promised Land』 (Deep Elem)
- 1996年 『The Ultimate Louisiana Experience』 (Jin)
- 2011年 『Shine On And Favorites From The Past』 (Jin)
- 2020年 『Something Old, Something New』 (Jin)
- 2025年 『Songs From The Heart』 (Jadfel)[5]

### コンピレーション・アルバム
- 1972年 『Johnnie Allan Sings』 (Jin)
- 1977年 『Johnnie Allan's Greatest Hits』 (Jin)
- 1978年 『Warren Storm & Johnny Allen』 (Crazy Cajun) ※ウォーレン・ストームとのカップリング
- 1983年 『Promised Land』 (Polydor)
- 1985年 『South To Louisiana』 (Ace)
- 1992年 『Promised Land』 (Ace)
- 1995年 『Swamp Pop Legend The Essential Collection』 (Jin)
- 2008年 『Memories』 (Jin)

### シングル
- 1959年 「Lonely Days, Lonely Nights」/「The Convict And The Rose」(Jin 45-111)
- 1959年 「Angel Love」/「Letter Of Love」(Jin 45-125)
- 1959年 「Lonely Days, Lonely Nights」/「My Baby Is Gone」(MGM K12799)
- 1960年 「Cry Foolish Heart」/「Do You Love Me So」(Viking 1006)
- 1960年「Crying Over You」/「She’s Gone」(Jin 45-137)
- 1961年 「What'Cha Do」/「Your Picture」(Viking 1008)
- 1961年 「Family Rule」/「Ole Placide」(Viking 1010)
- 1961年 「Nobody's Darlin' But Mine」/「How Could A Love Like Ours Die」(Viking 1012)
- 1962年 「Whispering Winds」/「Somebody Else」(Viking 1014)
- 1962年 「South To Louisiana」/「If You Do Dear」(Viking 1015)
- 1962年 「Unfaithful One」/「Rubber Dolly」(Viking 1016)
- 1963年 「Little White Cloud」/「Somewhere」(Viking 1017)
- 1964年 「I Must Be A Fool For Loving You」/「Love Fever」(Pic1 102)
- 1964年 「Let’s Do It」/「One More Chance」(Jin 45-181)
- 1964年 「Give Me More, More Of Your Kisses」/「Dream, Dream, Dream」(Jin 45-184)
- 1965年 「Lonely One」/「Walk Man Walk」(Pic1 108)
- 1965年 「The Prisoner’s Song」/「My Love Is Strong」(Jin 45-193)
- 1965年 「Lonely Weekend」/「I Wrote A Letter」(Jin 45-194)
- 1965年 「Polycarp Phillip Pecot No. 2 (Hang On Sloopy)」/「That Old Hurt」(Jin 45-198)
- 1966年 「Cajun Man」/「Love Me All The Way」(Jin 45-207)
- 1966年 「You Got Me Whistlin' 」/「Standing At The End Of My World」(Jin 45-215)
- 1967年 「Pont Breaux」/「If You Want Him」(Jin 45-218)
- 1968年 「Please Accept My Love」/「I'll Never Love Again」(Jin 45-233)
- 1968年 「You'll Never Know (Who Loves You More)」/「This Life I Live」(Jin 45-234)
- 1969年 「Secret Of Love」/「Nights Of Misery」(Jin 45-239)
- 1971年 「Somewhere On Skid Row」/「The Promised Land」(Jin 45-244)
- 1971年 「Please Help Me I'm Falling」/「Talk To Me」(Jin 45-246)
- 1972年 「I Haven’t Seen Me In Years」/「Just A Little Bit」(Jin 45-252)
- 1973年 「Till Your Memory Fades Away」/「Louisiana」(Jin 45-260)
- 1974年 「A Woman Left Lonely」/「I Wonder Where You Are Tonight」(Jin 45-275)
- 1974年 「Sittin' And Thinkin' 」/「I'm Asking Forgiveness」(Jin 45-291)
- 1974年 「It Must Be Love」/「I Don't Feel At Home In Your Arms Anymore」(Jin 45-301)
- 1975年 「(As You Pass Me By) Graduation Night」/「Tennessee Blues」(Jin 45-310)
- 1975年 「I'm Going Crazy (And She's Just Goin')」/「Before The Next Teardrop Falls」(Jin 45-331)
- 1976年 「Another Man's Woman」/「Isle Of Capri」(Jin 45-364)
- 1977年 「Big Fool Of The Year」/「All By Myself」(Jin 45-367)
- 1978年 「Conscience I'm Guilty」/「I Was A Fool」(Jin 45-369)
- 1978年 「Arkansas Alleman」/「It's All Over」(Jin 45-370)
- 1979年 「I Cried」/「Look At All The Lonelies」(Jin 45-372)
- 1979年 「Ain't Your Memory Got No Pride At All」/「I Trusted You」(Jin 45-374)
- 1980年 「I Knew The Bride」/「It's Just A Sad Song」(Jin 45-375)
- 1980年 「Could You Love Me One More Time」/「Let's Go Get Drunk」(Jin 45-380)
- 1981年 「Today I Started Loving You Again」/「You Win Again」(Jin 45-386)
- 1983年 「I’m Missing You」/「Bonie Maronie」(Jin 45-388)
- 「Mama And Daddy」/「Heaven Sent」(Jin 45-404)
- 「She Caught Me On The Nest」/「That Was The Last Time」(Jin 45-410)
- 「The Promised Land」/「Life's Too Short (To Dance With Ugly Women)」(Jin 45-412)
- 「You Win Again」/「La Robe (The Dress)」(Swallow)